# Gossolengo
Gossolengo (emilián nyelven Uslëingh) település Olaszországban, Emilia-Romagna régióban, Piacenza megyében. Lakosainak száma 5715 fő (2023. január 1.). Gossolengo Gazzola, Gragnano Trebbiense, Piacenza, Rivergaro és Podenzano községekkel határos.

## Népesség
A település lakossága az elmúlt években az alábbi módon változott:
| Lakosok száma | 5652 | 5652 | 5715 |
|               | 2017 | 2018 | 2023 |